# Откачалка
„Откачалка“ (на английски: Freaky) е американска комедия на ужасите на 2020 г. на режисьора Кристофър Ландън, който е съсценарист с Майкъл Кенеди. Във филма участват Винс Вон, Катрин Нютън, Кейт Фиърнън, Челесте О'Конър и Алън Рък. Джейсън Блум служи като продуцент чрез банера Blumhouse Productions.
Премиерата на филма е на Beyond Fest на 8 октомври 2020 г. и е театрално пуснат в САЩ на 13 ноември 2020 г. и в световен мащаб на 2 юли 2021 г. от Universal Pictures. Получава позитивни отзиви от критиците, които адмирират изпълненията на Вон и Нютън, както и смесването на ужаси и комедия.